# Tanzania-apalis
De tanzania-apalis (Apalis melanocephala) is een zangvogel uit de familie Cisticolidae.

## Verspreiding en leefgebied
Deze soort komt voor in oostelijk Afrika en telt negen ondersoorten:
- A. m. nigrodorsalis: centraal Kenia.
- A. m. moschi: zuidoostelijk Kenia en oostelijk Tanzania.
- A. m. muhuluensis: zuidoostelijk Tanzania.
- A. m. melanocephala: van de kust van zuidelijk Somalië tot noordoostelijk Tanzania.
- A. m. lightoni: oostelijk Zimbabwe en centraal Mozambique.
- A. m. fuliginosa: zuidelijk Malawi.
- A. m. tenebricosa: noordelijk Mozambique.
- A. m. adjacens: de hooglanden van oostelijk Malawi.
- A. m. addenda: zuidelijk Mozambique.

## Status
De grootte van de populatie is niet gekwantificeerd maar de soort wordt omschreven als algemeen of plaatselijk algemeen. Op de Rode lijst van de IUCN heeft deze soort de status niet bedreigd.